# Socha svatého Jana Nepomuckého (Olešnice v Orlických horách)
Socha svatého Jana Nepomuckého je socha v jihozápadní polovině náměstí u průjezdní komunikace v Olešnici v Orlických horách v okrese Rychnov nad Kněžnou. 
Socha je chráněna jako kulturní památka od 3. října 2014. Národní památkový ústav tuto sochu uvádí v katalogu památek pod rejstříkovým číslem 105455. V klasicistním duchu pojatá socha z roku 1826 byla objednána místními dobrodinci u vambereckého sochaře Karla Mielnického. Původně byla socha umístěna u silnice na Nové Město nad Metují.